# Evangelische Kirche Gennebreck

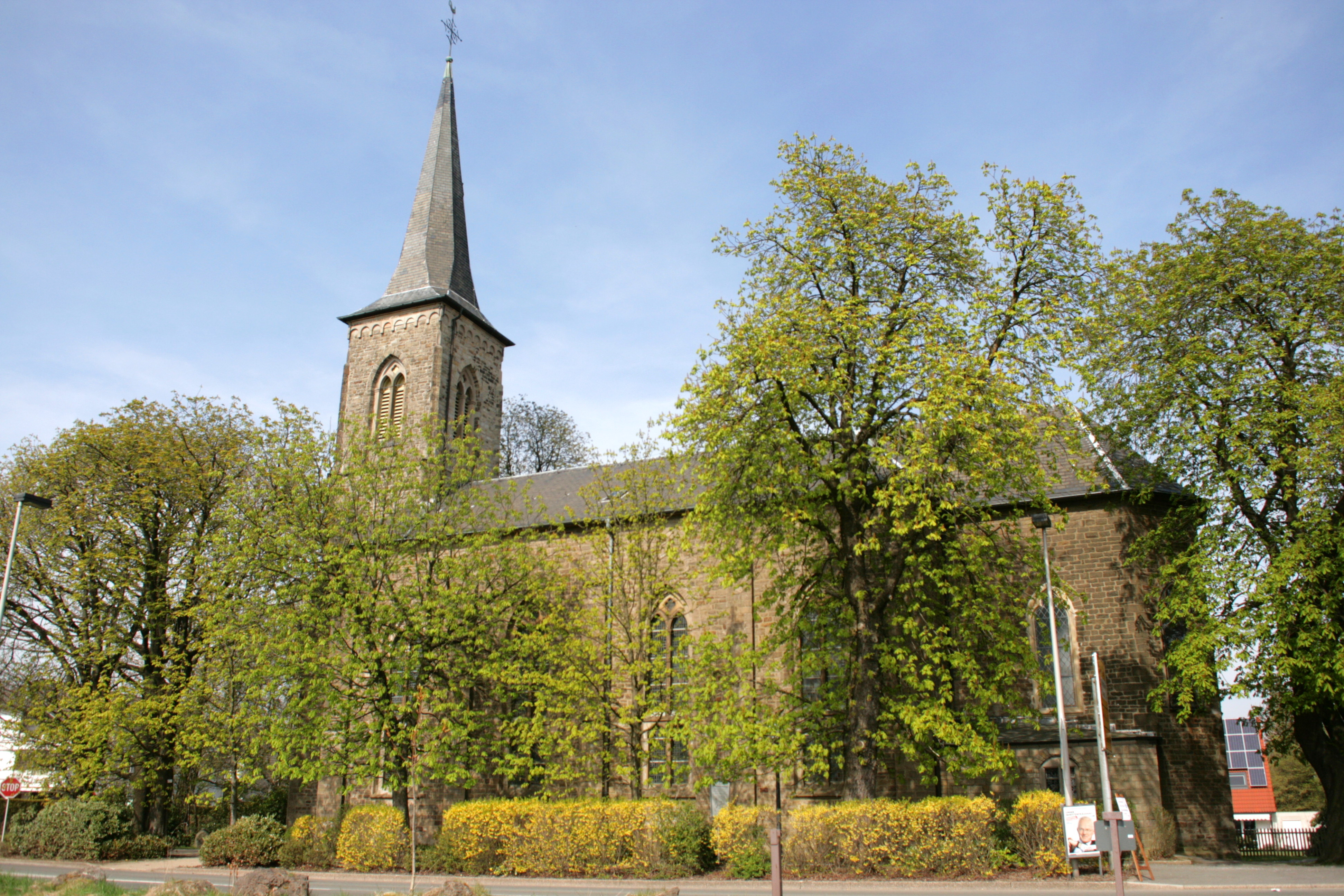
Evangelische Kirche in Gennebreck

Die Evangelische Kirche ist ein denkmalgeschütztes Kirchengebäude in Gennebreck-Herzkamp, einem Stadtteil von Sprockhövel im Ennepe-Ruhr-Kreis (Nordrhein-Westfalen). Sie gehört zur Evangelische Kirche von Westfalen und befindet sich im evangelischen Kirchenkreis Schwelm.

## Geschichte und Architektur
Die Kirche entstand aus der Kapelle Herzkamp. 1785 wurde der erste eigene Prediger gewählt.

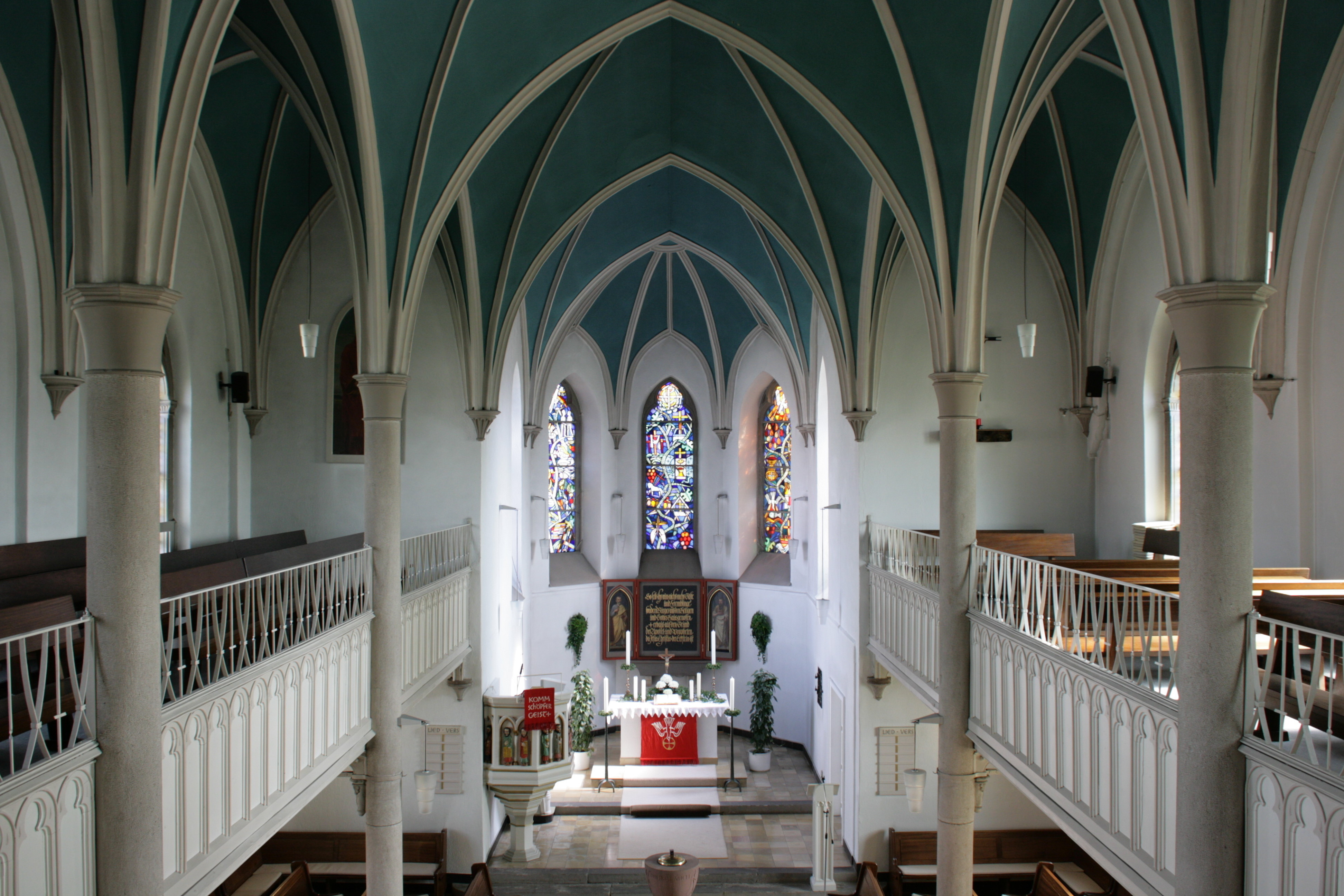
Blick von der Orgelempore auf den Altarraum

Die vierjochige, neugotische Stufenhalle mit einem einjochigen Chor im 3/6-Schluss wurde von 1860 bis 1862 von Christian Heyden errichtet. Der Turm steht an der Eingangsseite. Die Kirche entspricht den Vorgaben des Eisenacher Regulativs von 1861. Der Bruchsteinbau wird durch Strebepfeiler und spitzbogige, am Langhaus horizontal unterteilte Maßwerkfenster gegliedert. Im Innenraum wurden an drei Seiten Emporen eingebaut; die Kreuzrippengewölbe ruhen über schlanken Säulen. Die Orgel von Wilhelm Sauer wurde ursprünglich 1889 für die evangelische Kirche in Breckerfeld gebaut und 1955 hier aufgestellt. 1959 wurden vier neue Bronzeglocken durch Friedrich Wilhelm Schilling gegossen. Sie ersetzen ein dreistimmiges Gussstahlgeläut von 1861. 
2002 schlossen sich die bis dahin selbstständigen Gemeinden Haßlinghausen und Herzkamp zusammen. Die Gemeinde Silschede schloss sich 2010 an.

## Kirchengemeinde
Die Kirche bildet zusammen mit der Evangelische Kirche Haßlinghausen und der Evangelische Kirche Silschede eine Kirchengemeinde und ist damit für die Sprockhöveler Stadtteile Herzkamp, Gennebreck, Haßlinghausen und Hiddinghausen zuständig, sowie den zu Gevelsberg gehörenden Stadtteil Silschede. Heute hat die Kirchengemeinde ca. 6500 Mitglieder. Neben den Stadtteilen in Sprockhövel und Gevelsberg gehören auch noch wenige angrenzende Straßen in Wuppertal, Hattingen und Wetter zu der Gemeinde. Zusätzlich zu den Gottesdiensten finden auch kulturelle Veranstaltungen wie Konzerte in der Kirche statt. So spielt zum Beispiel jährlich das Sinfonieorchester Wuppertal in der Adventszeit ein Benefizkonzert für Brot für die Welt.

## Friedhof
Der zur Kirche gehörende Friedhof befindet sich in der Nähe eines zur Gemeinde gehörenden Kindergartens, eines Sportplatzes und einer Grundschule. Der Friedhof ist der Älteste in Sprockhövel.